# Yécora
Yécora (baskijski: Iekora) – gmina w Hiszpanii, w prowincji Araba, w Kraju Basków, o powierzchni 18,8 km². W 2011 roku gmina liczyła 285 mieszkańców.